# Col·lectivització
La col·lectivització és com es coneix normalment la socialització dels mitjans de producció, essent el procés del pas d'un règim de propietat privada individuals dels mitjans de producció cap a un règim de propietat social ja sigui en comunitària o estatal.
La proposta de socialitzar els mitjans no s'estén als béns de consum ni a les pertinences personals ni cerca evitar sous o guanys derivats de l'esforç personal.
Per als corrent comunitaris tals com el comunisme, socialisme, cooperativisme, anarquisme, mutualisme, etc.— el concepte de col·lectivització té el sentit específic de reintegrar els processos econòmics al control de la societat per tal d'assolir la llibertat de l'ésser humà: “L'altra idea important és la noció de llibertat, la idea que és molt diferent de la noció del liberalisme.
La col·lectivització pot ser d'indústries (com va passar, per exemple, durant la guerra civil espanyola a la zona republicana) o rural que ha passat en molts llocs del món. Actualment, en un món de globalització, responsabilitat social corporativa i crisi ambiental, es parla de la col·lectivització del deute ecològic.

## Col·lectivització rural
L'agricultura col·lectivitzada són els tipus de producció agrícola en què les propietats de diversos agricultors es gestionen com una aliança d'empreses. Aquest tipus de collectivització és essencialment una cooperativa de producció agrícola en la qual els propietaris-membres participen conjuntament en les activitats agrícoles
Exemples típics d'agricultura col·lectiva són els kolkhozs que dominaren l'agricultura de la Unió Soviètica entre 1930 i 1991 i els quibuts israelians. Tots dos són granges col·lectives sobre la base de la propietat comuna dels recursos i la posada en comú del treball i la renda d'acord amb els principis teòrics de la cooperativa. Són radicalment diferents, però, en l'aplicació dels principis cooperatius de la llibertat d'elecció i la democràcia.
La creació dels kolkhozs en la Unió Soviètica durant la campanya de col·lectivització de l'URSS de 1928-1933 va ser un exemple de col·lectivització forçada mentre que els quibuts d'Israel eren creats voluntàriament. Una col·lectivització semivoluntaria va realitzar-se a la República Democràtica Alemanya des dels anys 1952 amb la creació de les Cooperatives de producció agrícola.